# 日本経済政策学会
日本経済政策学会（にほんけいざいせいさくがっかい、英語: Japan Economic Policy Association）は、日本の学術研究団体の一つ。

## 概要
経済学を学術研究領域とし、経済政策の研究および内外の学会及び諸団体との連絡を目的として、1940年5月17日に設立。学術研究団体としての種別は単独学会。日本学術会議協力学術研究団体である。
国内においては日本経済学会連合に加入している。国際会議としては、International Conference of Japan Economic Policy Associationを主催している。

## 歴代会長
出典等は公式サイトによる。代表理事山中篤太郎であった。
| 代数 | 歴代会長   | 備考(主な経歴等)                                 |
| ---- | ---------- | ------------------------------------------------ |
| 初代 | 加藤寛     | 嘉悦大学学長、千葉商科大学名誉学長、慶応大学卒業 |
| 2代  | 新野幸次郎 | 日本学術会議会員、神戸大学学長、神戸経済大学卒業 |
| 3代  | 藤井隆     | 日本学術会議会員、名古屋大学教授、慶応大学教授   |
| 4代  | 柏崎利之輔 |                                                  |
| 5代  | 野尻武敏   | 神戸大学教授、神戸経済大学卒業                   |
| 6代  | 植草益     | 東京大学教授、慶応大学卒業                       |
| 7代  | 横井弘美   | 神戸大学経済学博士                               |
| 8代  | 横山彰     | 日本社会事業大学学長、慶応大学卒業、加藤寛門下   |
| 9代  | 丸谷泠史   | 神戸大学教授                                     |
| 10代 | 松本保美   | 早稲田大学教授、早稲田大学卒業                   |
| 11代 | 荒山裕行   |                                                  |
| 12代 | 中村まづる | 青山学院大学教授、慶応大学卒業、加藤寛門下       |
| 13代 | 柳川隆     | 神戸大学教授                                     |
| 14代 | 小澤太郎   | 慶応大学教授、慶応大学卒業、加藤寛門下           |

## 刊行物

### 経済政策ジャーナル
- 誌名（和文）：経済政策ジャーナル
- 誌名（欧文）：Journal of Economic Policy Studies
- 創刊年：-
- 資料種別：ジャーナル（査読付き論文を含む）
- 使用言語：日英混在
- 発行形態：eジャーナル
- 著作権帰属先：学会
- クリエイティブコモンズ：-
- 購読：無料

### International Journal of Economic Policy Studies
- 誌名（和文）：-
- 誌名（欧文）：International Journal of Economic Policy Studies
- 創刊年：2006
- 資料種別：ジャーナル（査読付き論文を含む）
- 使用言語：英語のみ
- 発行形態：印刷体、eジャーナル
- 著作権帰属先：学会
- クリエイティブコモンズ：-
- 購読：有料